# Low Man’s Lyric
Low Man’s Lyric — песня треш-метал-группы Metallica. К моменту выхода седьмого студийного альбома «Reload» (1997) творчество группы претерпело значительные изменения. Это прежде всего видно в появлении всё большего числа лирических композиций по сравнению с ранними альбомами, где безоговорочно господствовали метал-композиции. К стальному звуку соло-гитары и громовому раскату ударных стали добавляться звучания новых инструментов, таких как  колёсная лира, (в песне «Low Man’s Lyric»), и это добавляет лиричности. А песня напоминает балладу странствующего путника, готового поделиться своими мыслями, навеянными в пути. Сам мотив словно открывает сознание к пониманию свободы и лирики мужчин. Может быть поэтому изначальным названием песни было «Mine Eyes».
Песня была записана 30 октября 1995 года под окончательным названием «Low Man’s Lyric» и стала одной из самых мелодичных композиций группы Metallica.